# 1887.
◄ | 18. stoljeće | 19. stoljeće | 20. stoljeće | ►
◄ | 1850-ih | 1860-ih | 1870-ih | 1880-ih | 1890-ih | 1900-ih | 1910-ih | ►
◄◄ | ◄ | 1884. | 1885. | 1886. | 1887. | 1888. | 1889. | 1890. | ► | ►►
Arhitektura • Astronomija • Biologija • Film • Fotografija • Glazba • Kazalište • Kemija • Kiparstvo • Knjige • Književnost • Kršćanstvo • Meteorologija • Medicina • Planinarstvo • Politika • Pravo • Promet • Slikarstvo • Šport • Znanost • Zrakoplovstvo • Željeznički promet

## Događaji
- Dozvolom pape Lava XIII. u Washingtonu utemeljeno Američko katoličko sveučilište.

## Rođenja

### Siječanj – ožujak
- 3. siječnja – August Macke, njemački slikar († 1914.)
- 28. siječnja – Arthur Rubinstein, američki pijanist poljskog porijekla († 1982.)
- 3. veljače – Georg Trakl, austrijski pjesnik († 1914.)
- 5. veljače – Albert Paris Gutersloh, austrijski književnik i slikar († 1973.)

### Travanj – lipanj
- 31. svibnja – Saint-John Perse, francuski pjesnik i diplomat († 1975.)

### Srpanj – rujan
- 7. srpnja – Marc Chagall, ruski slikar židovskog podrijetla († 1985.)
- 18. srpnja – Vidkun Quisling, norveški političar i državnik(† 1945.)
- 20. srpnja – Fran Galović, hrvatski književnik († 1914.)
- 28. srpnja – Marcel Duchamp, francuski slikar († 1910.)
- 29. srpnja – Sigmund Romberg, američki skladatelj († 1951.)
- 12. kolovoza – Erwin Schrödinger, austrijski fizičar († 1961.)
- 28. kolovoza – Števan Kühar, slovenski (prekomurski) pisac i političar († 1922.)
- 10. rujna – Bernardo Alberto Houssay, argentinski fiziolog, nobelovac († 1971.)
- 13. rujna – Lavoslav Ružička, hrvatski znanstvenik († 1976.)
- 24. rujna – Mihovil Pavlek-Miškina, hrvatski književnik († 1942.)

### Listopad – prosinac
- 6. listopada – Le Corbusier, francuski arhitekt švicarskog porijekla († 1965.)
- 10. listopada – Zvonimir Rogoz, hrvatski glumac i redatelj († 1988.)
- 12. listopada – Paula Preradović, hrvatsko-austrijska pjesnikinja i pripovjedačica († 1951.)
- 17. listopada – Gustav Robert Kirchhoff, njemački fizičar i kemičar († 1924.)
- 17. studenog – Bernard Law Montgomery, britanski feldmaršal († 1976.)
- 23. studenog – Boris Karloff, britanski glumac († 1969.)
- 22. prosinca – Srinivasa Ramanujan, indijski matematičar († 1920.)

## Smrti

### Siječanj – ožujak
- 13. siječnja – Antun Karlo Bakotić, hrvatski fizičar i književnik († 1831.)
- 15. siječnja – Friedrich von Amerling, austrijski slikar (* 1803.)

### Travanj – lipanj
- 6. travnja – Ivan Kramskoj, ruski slikar (* 1837.)
- 18. svibnja – Mihovil Pavlinović, hrvatski političar (* 1831.)

### Srpanj – rujan
- 28. srpnja – Juraj Fridecki, svećenik i pisac gradišćanskih Hrvata (* 1820.)

### Listopad – prosinac
- 3. listopada – Ana Marija Marović,  talijansko-hrvatska redovnica (* 1815.)
- 2. studenog – Jenny Lind, švedska operna pjevačica (* 1820.)

## Vanjske poveznice
|  | Zajednički poslužitelj ima još gradiva o temi 1887. |